# João Vário
João Vário (Illa de Sao Vicente, 7 de juny de 1937 - Mindelo, 7 d'agost de 2007) va ser un escriptor neurocirurgrià, científic i professor de Cap Verd. També es coneix amb el seu nom de naixement, João Manuel Varela, així com Timóteo Tio Tiofe i G. T. Didial. Va estudiar medicina en les universitats de Coimbra i Lisboa. Va fer un doctorat a la Universitat de Antwerp de Bèlgica. Fou investigador i professor de neuropatologia i neurobiologia. Després va tornar al seu natiu Mindelo on va viure fins a la seva mort